# Teatro de Pérgamo
El Teatro de Pérgamo es un antiguo teatro griego de Pérgamo, en Asia Menor, Turquía. Está situado en una ladera excepcionalmente empinada en la vertiente occidental de la acrópolis de la ciudad, y forma parte del Patrimonio de la Humanidad de la Unesco de Pérgamo y su paisaje cultural de estratos múltiples.

## Historia
Se construyó en el período helenístico, a principios del reinado de la  dinastía de los Atálidas, hacia 225-200 a. C. Fue ampliado hasta su forma casi definitiva bajo Eumenes II hacia 197-159 a. C. Las últimas modificaciones del edificio teatral se realizaron durante el período romano, en el siglo I d. C.
En Pérgamo había también numerosos teatros. Había un teatro en el Asclepeion y un pequeño odeón en el gimnasio. También había un anfiteatro romano y un teatro romano.
Las excavaciones arqueológicas del teatro y sus alrededores comenzaron en 1878, y prosiguieron de 1900 a 1913 y de 1927 a 1936, y a partir de 1954.

## Descripción

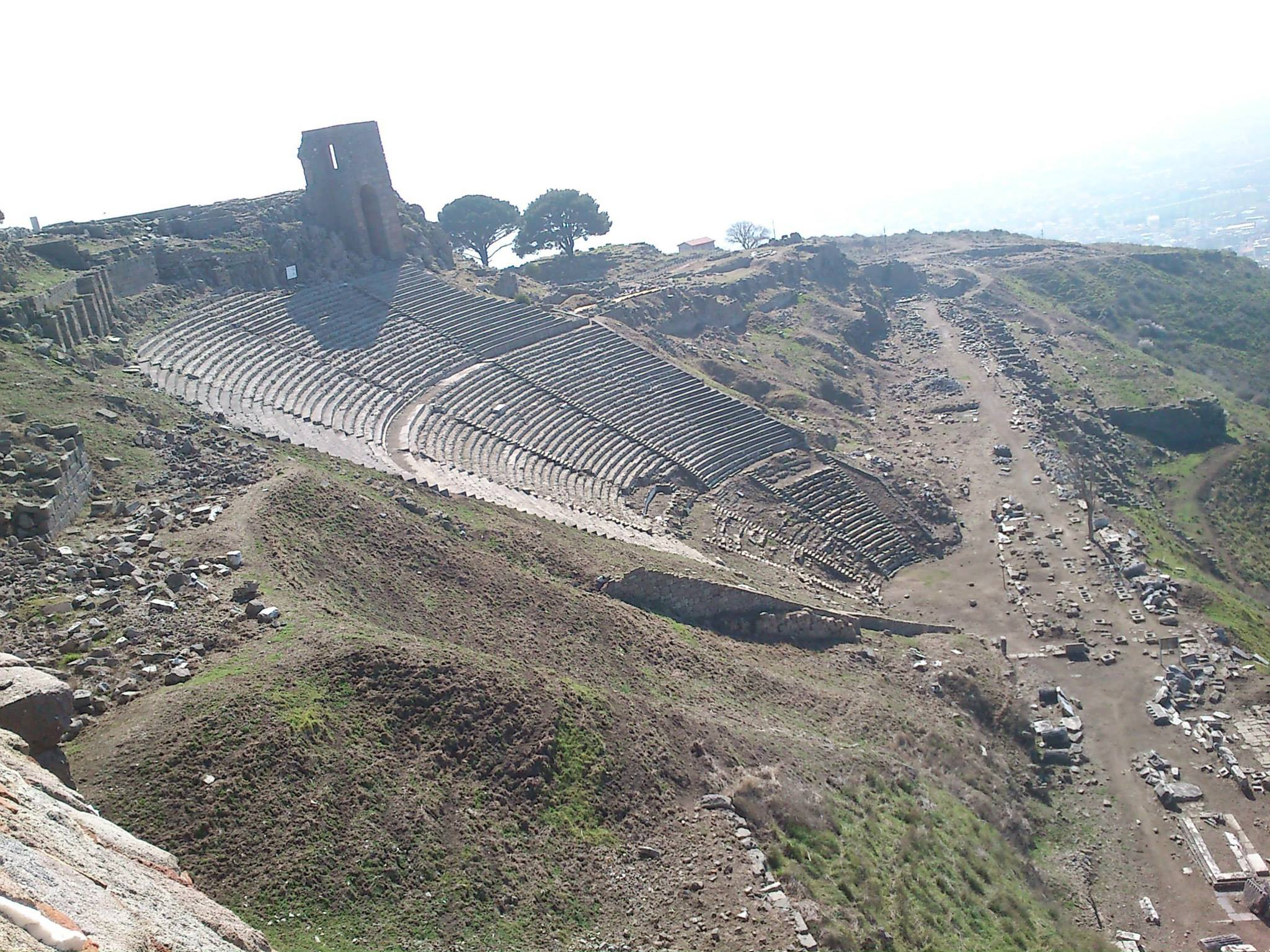
En 2015 luego de las excavaciones. La skené de mármol se construyó en el

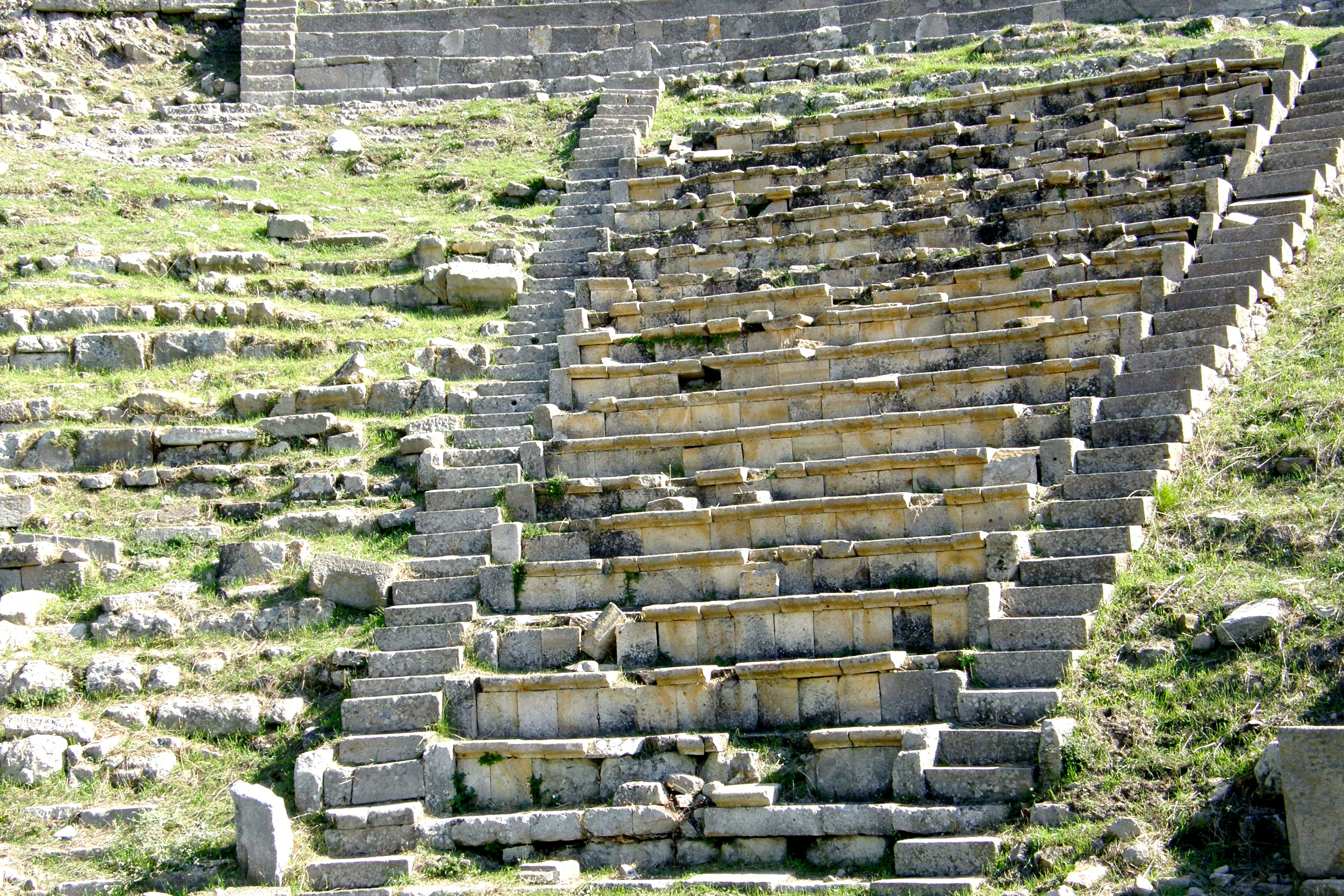
Detalle de la cávea.

Está situado en la empinada ladera occidental de la elevada acrópolis de Pérgamo, al oeste del templo de Atenea y al sur del templo de Trajano. Es un típico edificio teatral griego en forma de abanico con una orchestra circular en el centro. El diámetro de la orchestra es de unos 21 m.
Sin embargo, debido a las dificultades del emplazamiento, la forma del teatro difiere en muchos aspectos del típico teatro griego. La cávea, con un diámetro de unos 80 m, no es semicircular como uno normal, sino más estrecho debido a la forma de la pendiente. Debido a esta forma, la cávea presenta un escalonamiento inusualmente pronunciado para un teatro griego, lo que lo convierte en el más inclinado de todos los teatros antiguos. La gradería cuenta con 78 filas de asientos, la más alta de las cuales se encuentra a unos 36 m de la orchestra. Las filas de asientos están divididas en tres secciones por dos pasillos transversales (diazomata). Escaleras verticales (klimakes) dividen la parte inferior en siete bloques (kerkides) y las dos partes superiores en seis bloques. El graderío tenía capacidad para unas 10 000 personas. El recinto real de mármol estaba situado en la segunda parte de la gradería, justo encima de la diazomata más baja. El teatro ofrece una buena vista de los lejanos alrededores de la ciudad.

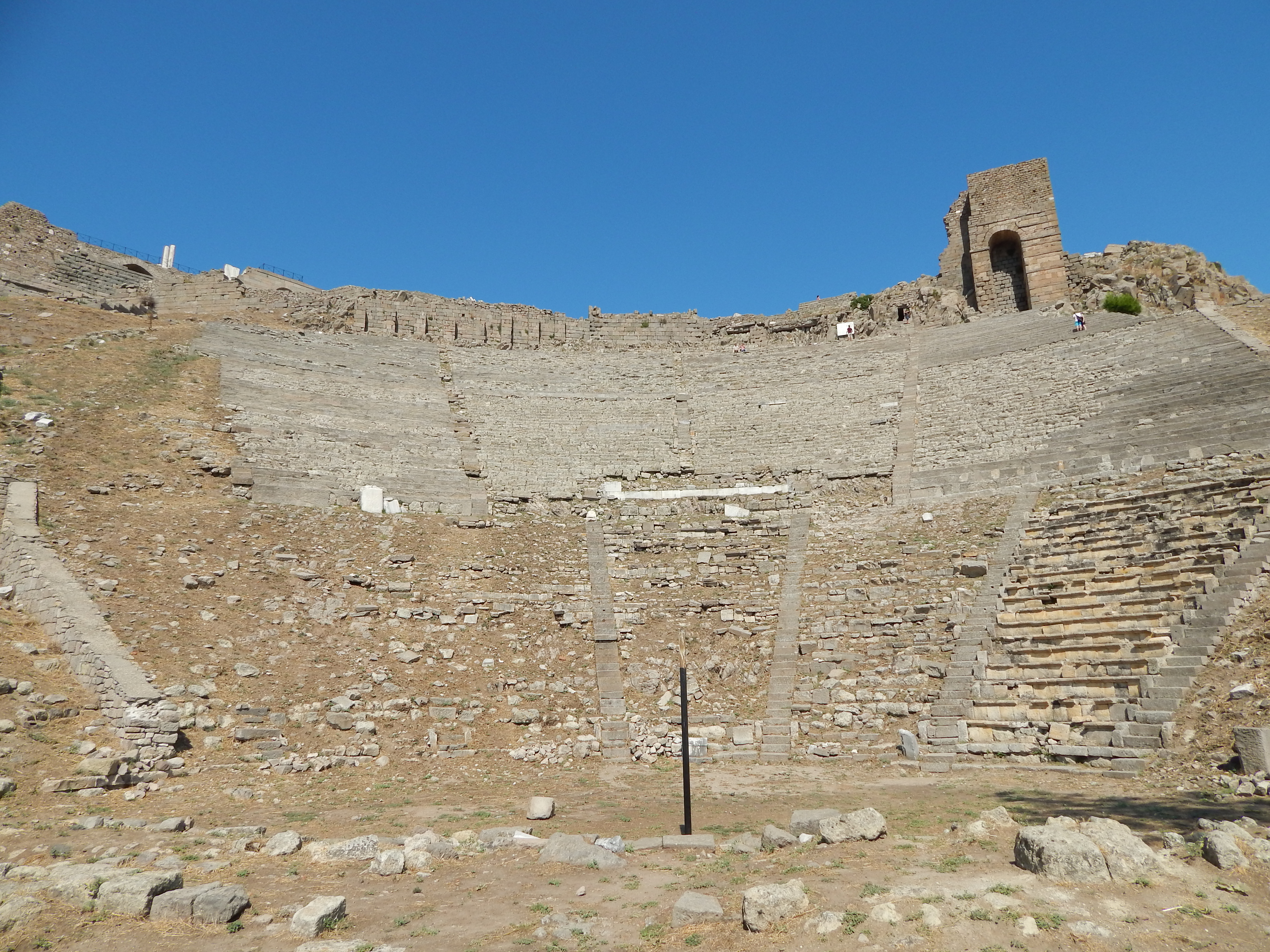
El teatro visto de frente.

El edificio escénico del teatro (skené), estaba situado en una terraza de unos 246,5 metros de largo y 17,4 metros de ancho. La estructura era originalmente de madera y se desmontaba o volvía a montar después de las representaciones para que el terraplén pudiera utilizarse como calle. Para ello, el terraplén tenía 64 agujeros cuadrados para postes de madera. Cuando se desmontaban, los agujeros se rellenaban temporalmente con losas de piedra. La estructura se reconstruyó en el siglo I a. C., todavía de madera, para poder trasladarla. En época romana, se hicieron añadidos de mármol al edificio .

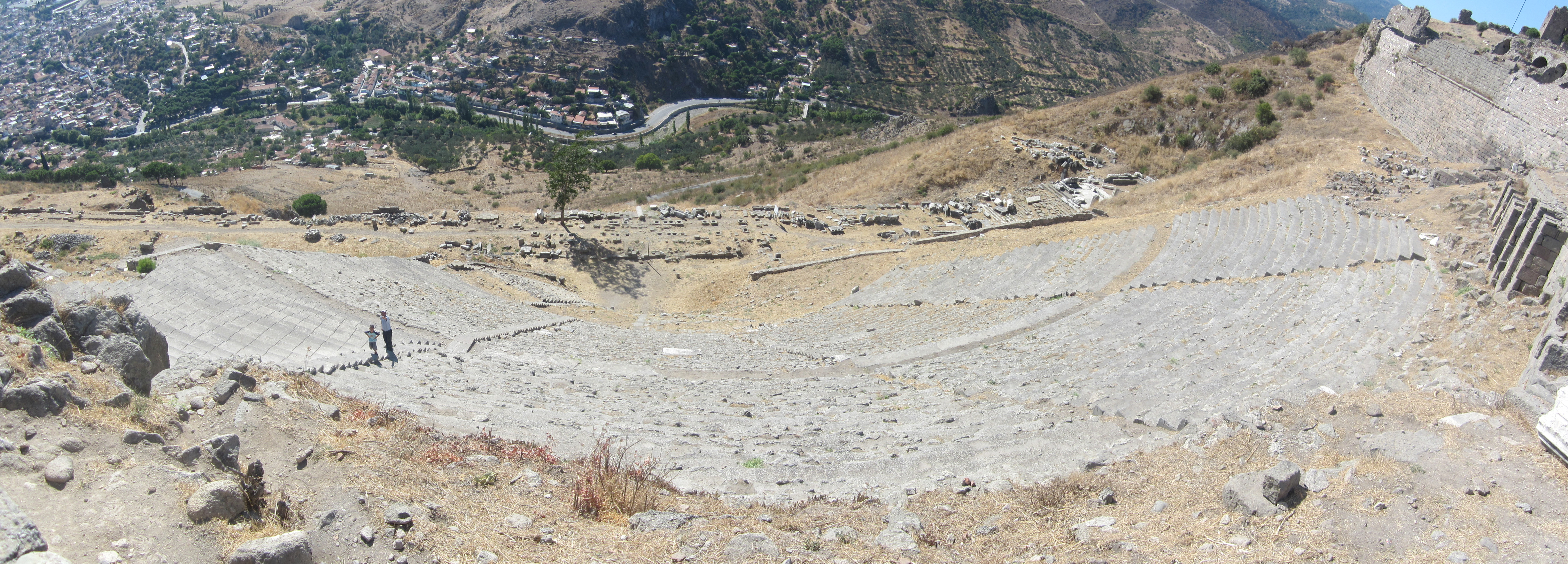
Panorámica del teatro.

La entrada al terraplén, que servía de calle, se realizaba a través de una puerta situada en el extremo sur, construida en época helenística. En el lado sur del teatro, en el lado este de la calle, en la ladera superior, había una estoa de estilo dórico. En la ladera inferior había un edificio de tres plantas, cuyo último piso formaba una segunda estoa en el lado oeste de la calle. En el extremo norte de la calle se encontraba el Templo de Dioniso.